# Långlötleden

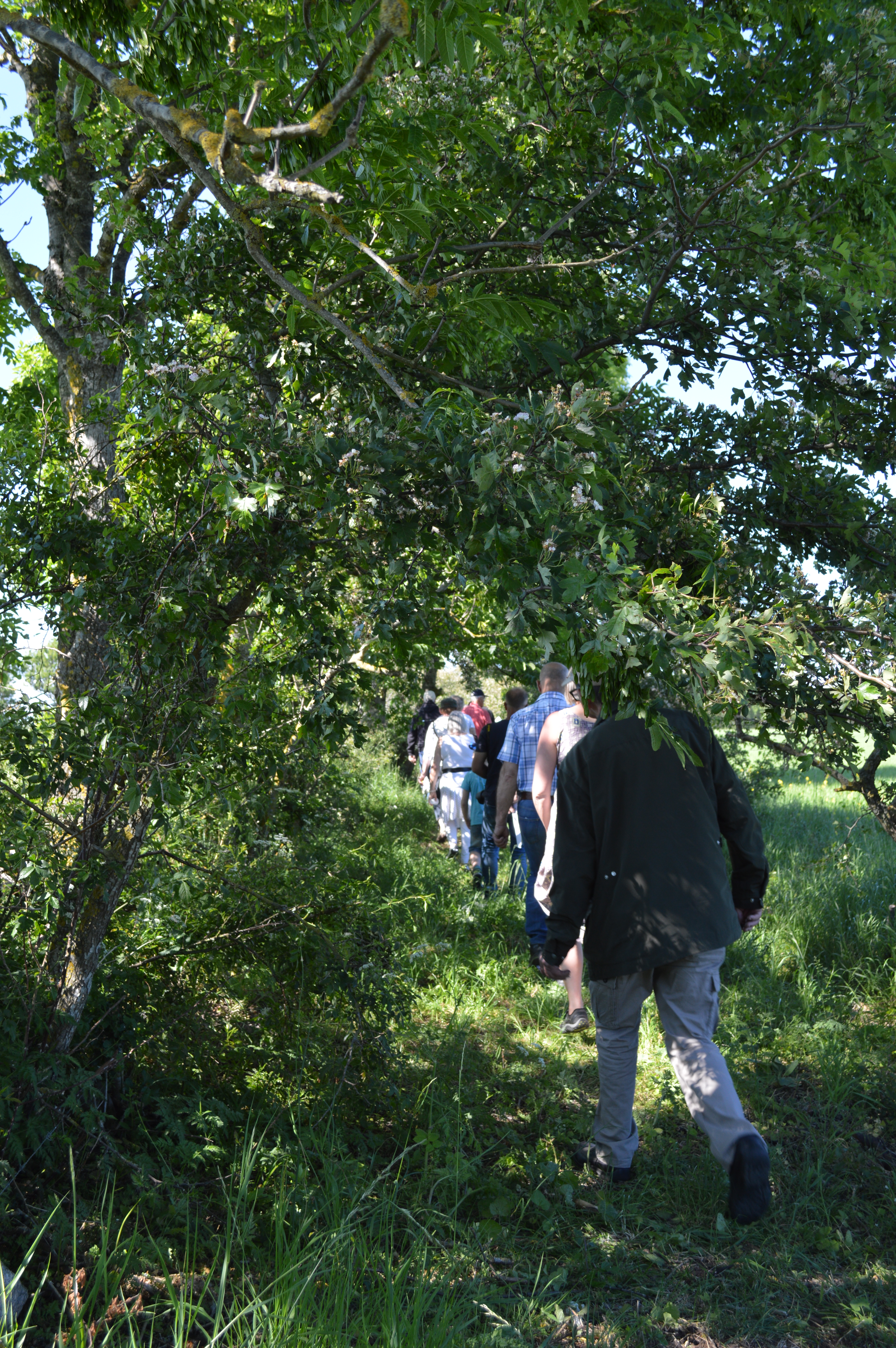
Invigningsvandring på Långlötleden 12 juni 2015

Långlötleden är en cirka sex kilometer lång vandringsled på mellersta Öland, som invigdes 2015.
Långlötleden börjar och slutar vid Ölands museum i Himmelsberga i Långlöts socken på östra Öland. Vandringsleden, som går längs gamla brukningsvägar, fägator och stigar, har kommit till genom samarbete mellan museet, Skogsvårdsstyrelsen och Långlöts hembygdsförening.
Från Ölands Museum Himmelsbergas parkering går leden söderut genom Himmelsbergas bygata och vidare västerut igenom en betesmark. Den korsar sedan Björkerumsvägen och fortsätter längs gränsen mellan byarna Björkerum och Åstad. Vandringsleden viker av norrut och ansluter till Zetterberggatan mellan Ismantorp och Åstad byar. Framme vid landsvägen viker den av österut och går längs Vitkärret - där det finns en rastplats och informationstavla - och passerar över Kvistorpsvägen för att ta gamla vägen i fägatan upp mot Åstad by och torg. Därefter följer den Åstad bygata ett stycke mot söder och viker sedan av västerut mot Himmelsberga längs en mycket gammal väg genom en betesmark. Ett stycke in i betesmarken går vandringsleden vidare mot Himmelsberga, mot sydost och sedan mot söder.
Det finns en informationstavla på Ölands Museum Himmelsbergas parkering.